# Universidad Politécnica Territorial del Zulia
La Universidad Politécnica Territorial del Zulia (UPTZ) es una universidad pública de Venezuela, con su sede principal en Cabimas ubicada en el estado Zulia y su otra sede en Ciudad Ojeda. Fue fundada el 27 de diciembre de 1974 como Colegio Universitario de Cabimas (CUNIC) y años más tarde modifica su nombre a Instituto Universitario de Cabimas (IUTC). En 2018, dicho centro educativo es elevado a universidad bajo decreto presidencial, publicado en gaceta oficial N° 41.531.

## Reseña histórica

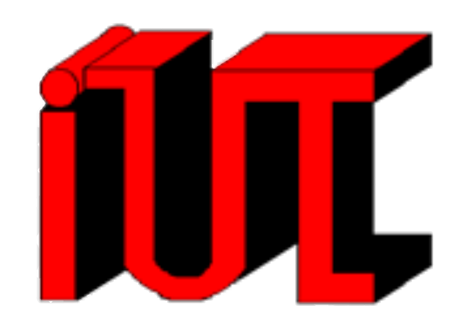
Antiguo logo institucional (IUTC)

La UPTZ, dependiente del Ministerio del Poder Popular para la Educación Universitaria (MPPEU), la cual tiene como función principal contribuir al desarrollo regional e integral mediante la capacitación de recursos humanos en carreras de orientación técnica especializada.
Arraigado desde hace un cuarto de siglo, en pleno corazón del estado Zulia, se encuentra la Universidad Politécnica Territorial del Zulia, el cual constituye la primera institución de Educación Superior que se creó en la Costa Oriental del Lago.
Nace como Colegio Universitario de Cabimas (CUNIC), el 27 de diciembre de 1974, integrado al Colegio Universitario de Maracaibo. El 2 de marzo de 1976 se le otorga personalidad jurídica propia y el 30 de octubre de 1986, por decreto 1324, se convierte en Instituto Universitario. El 24 de enero de 1989 se autoriza la creación de su extensión en Ciudad Ojeda.
En 2018, es elevado el instituto a universidad pública y su nombre cambiado al actual. La misma, surge como una alternativa para la innovación y el desarrollo tecnológico de la región y el país, en momentos en que Venezuela se incorporaba a un proceso de industrialización tardía, asignándole como función primordial la formación de recursos humanos en carreras prioritarias para el desarrollo, bajo la modalidad de carreras cortas, vigente hoy día cuando estamos inmersos en un proceso de globalización y competitividad que requiere excelencia, eficiencia y calidad.

## Localización
Se encuentra ubicado en la calle La Estrella, sector el Amparo, del municipio zuliano de Cabimas, en la Costa Oriental del Lago de Maracaibo. La institución tiene una extensión en Ciudad Ojeda, localizada en el Liceo Blas Valbuena 

## Misión y visión

### Misión
Contribuir a la formación de un ser humano integral, centrado en principios y valores fundamentados en la ética socialista, comprometidos con el desarrollo endógeno sustentable, con sensibilidad ambiental, ecológica e identidad local, regional, nacional, latinoamericana y caribeña en función de la soberanía en todas sus dimensiones, construyendo y aplicando conocimiento científico-tecnológico que impulse la conformación de un mundo pluripolar, multicultural y multiétnico dentro de un contexto innovador vinculado con la comunidad y genere espacios de reflexión e intercambio de saberes, enmarcado en el proceso educativo permanente, para la transformación socio productiva del país.

### Visión
Ser un referente nacional e internacional, en la formación de seres humanos integrales, promotora de pensamiento y conocimientos innovadores, comprometida con el desarrollo endógeno sustentable del país, fundamentada en valores y principios de la sociedad socialista del siglo XXI, en procura de la suprema felicidad social.

## Carreras ofertadas
Las carreras ofertadas a los estudiantes que desean obtener un título Universitario en esta institución son:
- Programa Nacional de Formación en Hidrocarburos.
- Electricidad (Técnica) (Cabimas).
- Programa Nacional de Formación Electricidad.
- Programa Nacional de Formación Electrónica.
- Programa Nacional de Formación Procesos Químicos.
- |Higiene y Seguridad Industrial (Cabimas).
- Programa Nacional de Formación Higiene y Seguridad laboral.
- Mecánica Industrial (Cabimas).
- Programa Nacional de Formación Mecánica.
- Programa Nacional de Formación Materiales Industriales.
- Administración de Mantenimiento (Ciudad Ojeda).
- Programa Nacional de Formación Mantenimiento. (Ciudad Ojeda).
- Administración de empresas (Técnicas) (Ciudad Ojeda).
- Programa Nacional de Formación Administración. (Ciudad Ojeda).

## Requisitos de ingreso
Se exige título de Bachiller en Ciencias o Industrial.
La asignación de plazas solo se efectuará a través del Proceso Nacional de Admisión del CNU-OPSU, aplicando los criterios aprobados por el CNU. Las pruebas de admisión internas en todos los Colegios e Institutos Universitarios, como mecanismos de selección de los aspirantes a ingresar a los mismos, quedan prohibidas según lo acordado en Gabinete Ministerial N.º 28 de fecha 20-08-2003.

## Servicios

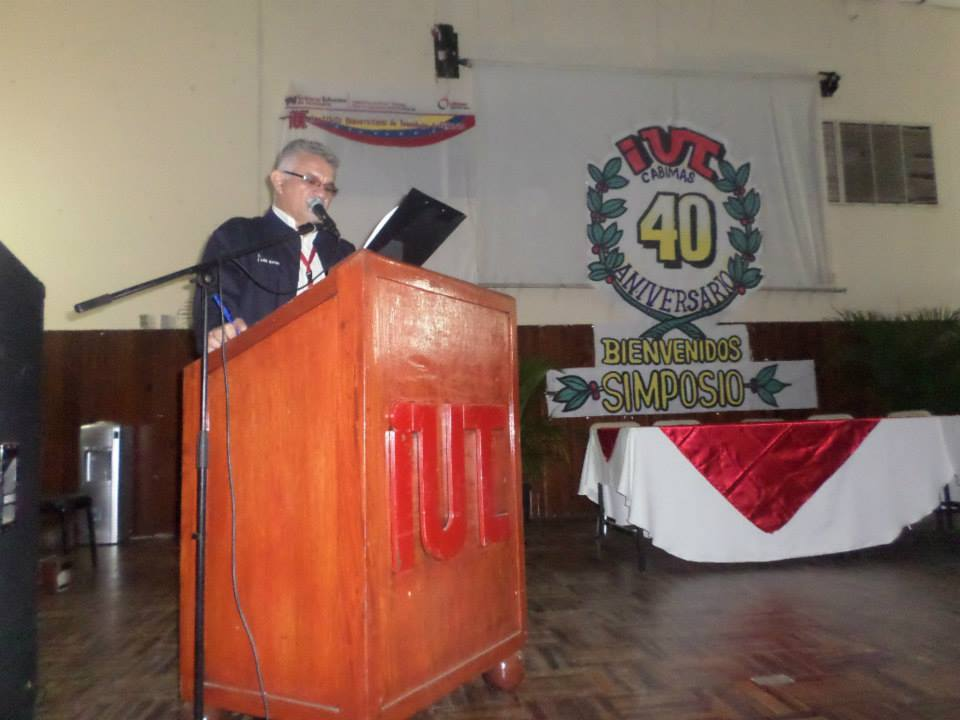
Auditorio UPTZ

## La Universidad ofrece
- Biblioteca, programa de mejoramiento académico-pedagógico,

- Servicio de información y orientación, comedor, proveeduría estudiantil, laboratorio de informática,

- Transporte, seguro estudiantil y servicio médico-odontológico.

- Ayudas económicas: Becas, beca salario, crédito educativo y ayudantías.

- Agrupaciones cívicas: Centro conservacionista, grupo ambientalista y grupo recreativo.

- Organizaciones estudiantiles: Federación de Centros de Estudiantes y programas de preparadurías.

- Información: Departamento de Extensión Universitaria.

## Deporte y Cultura
UPTZ también ofrece a sus estudiantes deportes como: 

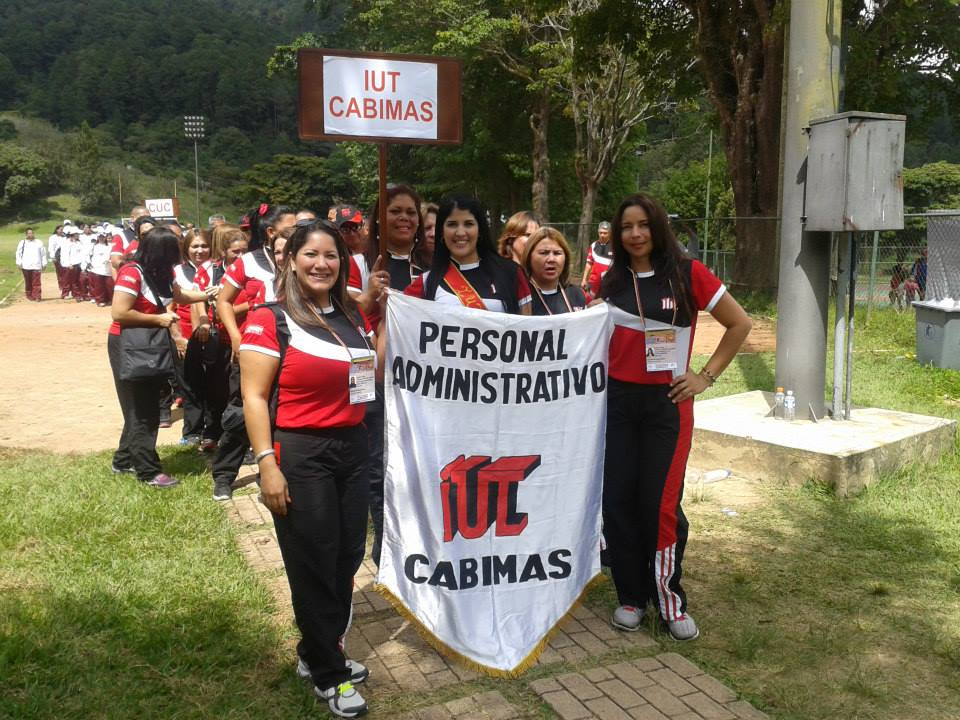
IV Juegos Deportivos Nacionales de FETRAUVE 2014 (Participación Del personal Administrativo UPTZ)

- Voleibol
- Ping-Pong
- Kárate
- Baloncesto
- Futbolito
- Ajedrez
- Softball
- Fútbol
- Atletismo
- Artes Marciales
- maratón
- Aeróbic

## Educación cultural

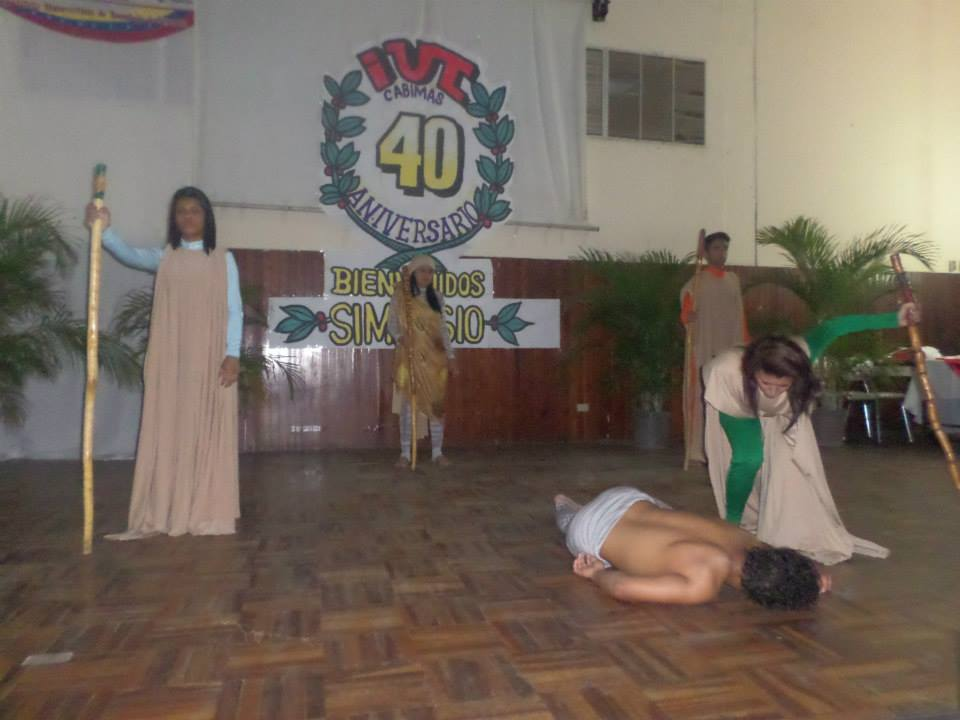
Obra de Teatro, durante la Celebración de los 40 Aniversario del UPTZ

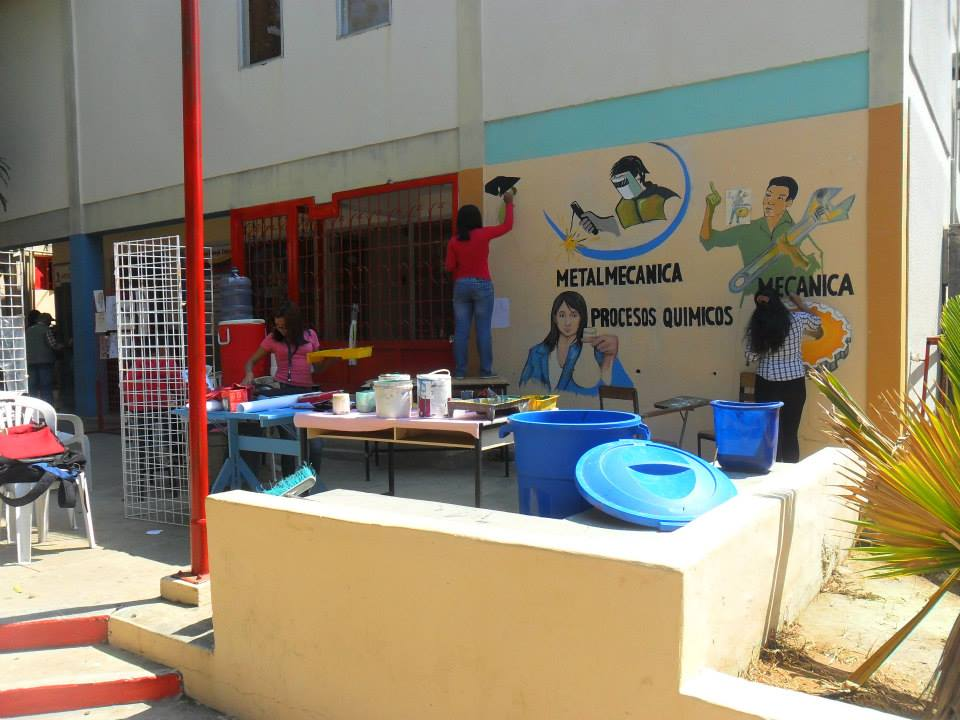
Práctica (pintura) mural UPTZ

- Prensa Práctica (pintura) mural UPTZ
- Cuatro
- baile
- Grupo de Teatro
- Pintura
- Guitarra
- Artesanía
- Danza folclórica
- Grupo criollo
- Grupo de gaita zuliana
- Artes gráficas y serigrafía.